# Paratethys

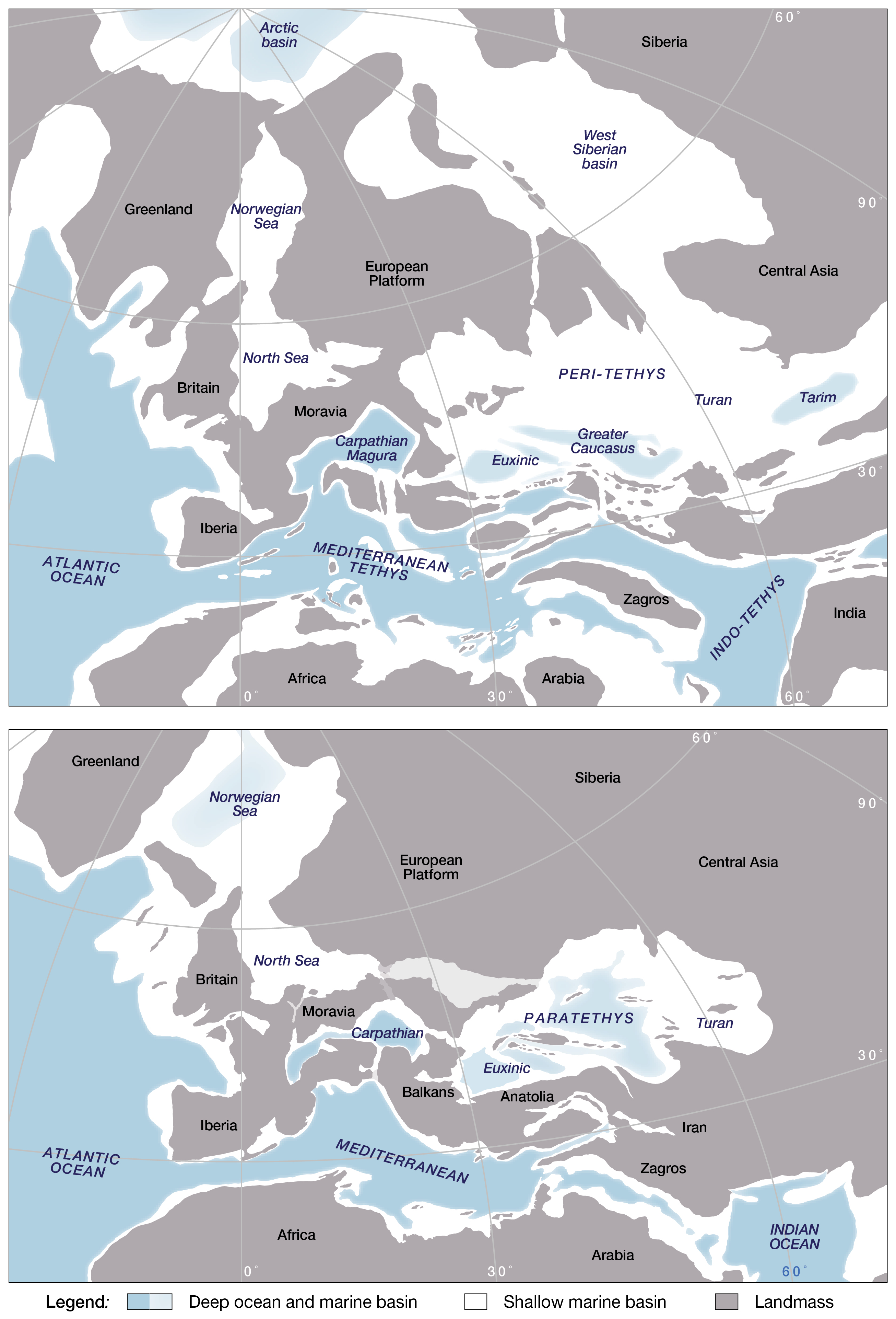
Região de Paratethys durante o Paleogeno

O mar de Paratethys, oceano de Paratethys ou simplesmente Paratethys, era um grande mar interior raso que se estendia da região ao norte dos Alpes, na Europa Central, até o mar de Aral, na Ásia Central.
O Paratethys era peculiar devido à sua paleogeografia que consistia em uma série de bacias profundas, formadas durante o estágio Oxfordiano do Jurássico Superior como uma extensão da fenda que formou o Oceano Atlântico Central. Essas bacias estavam conectadas entre si e com o oceano global por vias marítimas estreitas e rasas que muitas vezes limitavam a troca de água e causavam águas anóxicas generalizadas e de longo prazo.
Paratethys foi por vezes reconectado com o mar de Tétis ou seus sucessores (o Mar Mediterrâneo ou o Oceano Índico) durante o Oligoceno e no início e meio do Mioceno algumas vezes. Porém, no início da época do final do Mioceno, o mar aprisionado tectonicamente se transformou em um megalago desde os Alpes orientais até o que é hoje o Cazaquistão. Da época do Plioceno em diante (depois de 5 milhões de anos atrás), Paratethys tornou-se progressivamente mais raso. Os atuais Mar Negro, Mar Cáspio, Mar de Aral, Lago Úrmia, Lago Namak e outros menores são remanescentes do Mar de Paratethys.
Paratethys formou-se há cerca de 34 milhões de anos no início do Oligoceno, quando a região norte do oceano de Tétis (Peri-Tétis) foi separada da região mediterrânea do Tétis devido à formação dos Alpes, Cárpatos, Alpes Dináricos, Montes Tauro e monte Elbrus.
Durante os períodos Jurássico e Cretáceo, esta parte da Eurásia foi coberta por mares rasos que formaram as margens norte do oceano Tétis. No entanto, como a Anatólia, a fronteira sul do Oceano Paleo-Tétis, é uma parte do continente original da placa, o último remanescente do Paleo-Tétis pode ser a crosta oceânica sob o Mar Negro. O mar de Tétis formou-se entre Laurásia (Eurásia e América do Norte) e Gondwana (África, Índia, Antártica, Austrália e América do Sul) quando o supercontinente Pangeia se separou durante o Triássico (200 milhões de anos atrás).

### Gigante Anóxico
A fronteira entre as épocas Eoceno e Oligoceno foi caracterizada por uma grande queda do nível global da eustasia e um resfriamento repentino e acentuado dos climas globais. Ao mesmo tempo, a orogenia alpina, uma fase tectónica pela qual os Alpes, Cárpatos, Dinarides, montanhas Tauro, Elburz e muitas outras cadeias montanhosas ao longo da borda sul da Eurásia foram formadas. A combinação da queda do nível do mar e da elevação tectônica resultou na desconexão parcial dos domínios Tétis e Paratethys. Devido à fraca conectividade com o oceano global, o reino de Paratethys tornou-se estratificado e se transformou em um gigantesco mar anóxico.
As bacias oeste e central do Paratethys experimentaram intensa atividade tectônica e anóxia durante o Oligoceno e início do Mioceno]] e ficaram cheias de sedimentos. Bacias locais gesso e evaporíticas de sal formaram-se na região dos Cárpatos Orientais durante o início do Mioceno. A bacia oriental de Paratethys, contendo a maior parte da sua água permaneceu anóxicas por quase 20 milhões de anos (35-15 M), e durante esse tempo Paratethys atuou como um enorme sumidouro de carbono retendo matéria orgânica em seus sedimentos. A anóxia de Paratethys foi como que “desligada” durante o Mioceno médio, há cerca de 15 milhões de anos, quando uma transgressão marinhageneralizada, conhecida como Inundação Badeniana, melhorou as conexões com o oceano global e desencadeou a ventilação das águas profundas de Paratethys.

## Mares abertos de curta duração
Após as Inundações Badenianas, em meados do Mioceno, Paratethys foi caracterizada por ambientes marinhos abertos. Bacias salobras e lacustres transformaram-se em mares ventilados. Rica fauna marinha contendo tubarões (por exemplo, megalodonte), corais, mamíferos marinhos, foraminifera e nanoplâncton espalhados por Paratethys de a região vizinha do Mediterrâneo, provavelmente através do Corredor Trans-Tethyano, um antigo estreito marítimo localizado na moderna Eslovênia.

### Gigantes de Sal
Os ambientes marinhos abertos de Paratethys tiveram vida curta e, a meio do Mioceno médio, a elevação progressiva das cadeias montanhosas da Europa Central e uma queda eustática isolaram Paratethys do oceano global, desencadeando uma crise de salinidade em Paratethys Central, a “Crise de Salinidade Badeniana" expandida entre cerca de 13. 13.4 milhões de anos.
Camadas evaporíticas espessas (sal e gesso) formadas nas bacias dos Cárpatos Exteriores, bacais da Transilvânia e Panônia.
As minas de sal extraem este sal do Mioceno médio na Transilvânia: minas Salina Turda Ocna Mureș, Ocna Sibiului; no Leste e nos Cárpatos: Mina de Sal de Wieliczka, minas de Sal de Bochnia, Cacica Meu, lanic Prahova; e mina Ocnele Mari nos Cárpatos do Sul, mas evaporitos também estavam presentes em áreas a oeste dos Cárpatos: Maramureș, leste da Eslováquia (mina Solivar perto de Prešov) e, em menor grau, na depressão da Panônia na Hungria central.

### Megalago
Cerca de 12 milhões de anos atrás, um pouco antes do início do final do Mioceno, o antigo mar se transformou em um megalago que cobria mais de 2,8 milhões de quilômetros quadrados, desde os Alpes orientais até o que hoje é o Cazaquistão, e caracterizado por salinidades geralmente variando entre 12 e 14%. Durante os seus cinco milhões de anos de vida, o megalago foi o lar de muitas espécies não encontradas em nenhum outro lugar, incluindo moluscos e ostracodes, bem como versões em miniatura de baleias, golfinhos e focas.. Em 2023, o Guinness World Records nomeou esse lago como o maior da história da Terra. Perto do final do Mioceno, um evento conhecido como crise Khersoniana, marcado por fatores ambientais e níveis do mar rapidamente flutuantes, destruiu grande parte da fauna piscícola única deste megalago.

### Depois de Paratethys
Quando partes do Mediterrâneo secaram durante a crise de salinidade messiniana (cerca de 6 milhões de anos atrás), houve fases em que a água de Paratethys fluiu para as profundas bacias do Mediterrâneo. Durante a época do Plioceno](5,33 a 2,58 milhões de anos atrás), o antigo Paratethys foi dividido em dois mares interiores que às vezes eram completamente separados um do outro. Um exemplo foi o que é hoje planìcie da Panónia, que era um mar de água salobra Muitos deles desapareceriam antes do início do Pleistoceno. Atualmente, apenas o Mar Negro, o Mar Cáspio e o Mar de Aral permanecem do que já foi um vasto mar interior.